# Pomračenje
Pomračenje (eng. The Darkling) je osamnaesta epizoda treće sezone američke znanstveno-fantastične serije Zvjezdane staze: Voyager. 

## Radnja
Voyager posjećuje bazu vrste svemirskih putnika, Mikhaila, koji su spremni podijeliti svoje znanje o prostoru u koji Voyager treba ući. Dok Kes nadgleda predaju medicinskih pomagala počinje ju privlačiti Zahir, mikhalski pilot.

U međuvremenu, Doktor je započeo novi projekt dodavanja osobnosti povijesnih osoba kao što su Gandhi, Lord Byron,.. svome programu kako bi poboljšao svoju kvalitetu. Torres izražava zabrinutost da bi svi ti potprogrami mogli reagirati nepredvidljivo i nudi svoju pomoć.

Kes se sve više zaljubljuje u Zahira, a Doktor napominje da je počela zanemarivati svoje dužnosti u bolnici. Kasnije se Kes povjeri kapetanici da Zahir želi da ona napusti Voyager i ode putovati s njime. Dok ona razmišlja o tome, Zahir je ozbiljno ozljeđen od misteriozne napadača.
Sljedeći dan, Kes prepričava Doktoru Zahirove ozljede i u to vrijeme naiđe B'Elanna koja je pronašla mogući problem s Doktorovim programom. Malo kasnije, Tuvok i Janeway pronađu Torres kako leži na podu brodske bolnice. Doktor kaže da je uzrok vjerojatno u nečemu što je pojela, no nakon što su Tuvok i kapetanica otišli, postaje jasno da je Doktor taj koji je uzrokovao B'Elanninu bolest. Doktor ju je bezuspješno pokušavao navesti da makne pozitivnu stranu njegove osobnosti koja se konstantno destabilizira.

Dok je Tuvok istraživao tko je napao Zahira, Doktor otima Kes te otkriće holografskog otiska u blizini napada otkriva da je on krivac. Dok je Doktor vukao Kes preko planina gdje je napao Zahira, Tuvok i Chakotay ga hvataju, no ne želeći se predati, on se baca zajedno s Kes u provaliju. Voyager ih uspije teleportirati dok su padali i Torres briše sve opasne potprograme što Doktora vraća u «normalu». Kes je odlučuje ostati na Voyageru.

## Vanjske poveznice
- Pomračenje na startrek.com   Arhivirana inačica izvorne stranice od 21. rujna 2008. (Wayback Machine)